# Baleine
Pour les articles homonymes, voir Baleine (homonymie).
Taxons concernés
Deux sous-ordres de cétacés :
- les mysticètes ;
- certains odontocètes.modifier

En zoologie, le terme baleine (du grec ancien φάλαινα / phálaina, « baleine ») désigne certains mammifères marins de grande taille, classés dans l'ordre des Cétacés.
C'est un terme générique qui s'applique aux espèces appartenant au sous-ordre des Mysticètes (les cétacés à fanons) ainsi, improprement, qu'à certaines espèces d'Odontocètes (les cétacés à dents). Le petit de la baleine s'appelle le baleineau.

## Biologie, comportement et écologie
Pour des articles plus généraux, voir Cetacea et Mysticète.
Les caractéristiques générales des baleines sont celles des Cétacés, avec des différences pour chaque espèce : voir les articles détaillés pour plus d'informations, notamment sur leur constitution physique ou leur mode de vie respectif.

## Dénomination

### Terminologie

#### Les vraies baleines

Taille d'un grand cachalot.

Dans le langage courant, c'est un terme générique qui ne fait en général pas référence à une catégorie scientifique particulière autre que celle des cétacés.
Pour être plus précis, on ne devrait l'utiliser que pour parler des mysticètes, les cétacés à fanons. Mais on l'utilise aussi pour le Grand cachalot ainsi que pour d'autres odontocètes.

#### Les fausses baleines
Dans le même ordre d'idées, les baleines à bec sont des odontocètes de la famille des Ziphiidae qui ne mesurent que quelques mètres, et la baleine de Cuvier (Ziphius cavirostris), qui n'a d'ailleurs pas de bec, n'est donc pas non plus vraiment une baleine. Dans cette même famille, on notera que l'emploi du terme « baleine » pour désigner par exemple un mesoplodon ou un hyperoodon n'est pas usité en français (on utilise celui de « cétacé » à défaut d'être plus précis).
L'expression « baleine blanche » peut quant à elle faire référence au monodontidé Delphinapterus leucas (le béluga). Mais elle est ambiguë parce qu'elle évoque également un animal quasiment mythique incarné notamment par le cachalot albinos du roman Moby Dick.
En revanche, celle de « baleine pilote » appliquée aux globicéphales et celle de « baleine tueuse » aux orques et fausses orques, sont douteuses : ces trois espèces sont des delphinidés, leur emploi ne correspond à aucun usage établi, et n'est apparu que récemment dans certaines traductions erronées de sources documentaires ou scientifiques anglophones : en anglais, le terme « whale » (baleine) peut en effet désigner toutes sortes de cétacés, mais pas en français.
En outre, il arrive aussi qu'on parle de baleines pour désigner indistinctement les cétacés qui peuvent faire, ou qui ont fait, l'objet d'une chasse baleinière. Enfin, on utilise souvent le terme « baleine » pour parler d'un cétacé que l'on n'a pas identifié précisément mais qui, au jugé, a l'air plus gros qu'un dauphin (ce qui est assez vague compte tenu qu'un grand dauphin comme l'orque par exemple, est plus gros qu'une petite baleine comme la baleine de Minke).

### Étymologie
Le terme « baleine » vient du latin ballaena, (ou ballena, ou encore balaena). Ce mot latin est à rapprocher du grec ancien φάλαινα / phálaina et partage sans doute avec lui une origine indo-européenne commune signifiant, comme pour « phallus », quelque chose qui « se gonfle ». Il apparaît en ancien français au cours du XIe siècle.

Les anciens Grecs et Romains avaient clairement identifié les baleines comme étant des mammifères marins dotés — à la différence des poissons — de poumons et d'un évent.
Le terme latin ballaena est probablement un emprunt du terme grec d'Aristote, dans son traité de zoologie, de φάλλαινα / phállaina qui peut se traduire par « chose gonflée ». Le philosophe mentionne la baleine le plus souvent aux côtés du dauphin et des « autres cétacés » (en grec kêtos, latin cetus). Le terme grec kêtos comme le latin cetus désignent en réalité autant les cétacés que les grands requins et toutes sortes de gros animaux et « monstres marins ».
Une étymologie populaire voudrait que la ville française de Sète tienne son nom des cétacés : l'emblème de la ville est d'ailleurs une baleine. Cependant, Sète est connue depuis l'Antiquité sous le nom Σίτιον όροϛ / sítion óros,,, puis sous la forme latine Setius mons au IVe siècle,, puis plus tard en occitan seto, d'étymologie bien distincte de κῆτος / kētos en grec et cetus en latin.

### Noms français et noms scientifiques correspondants
Liste alphabétique de noms vulgaires ou de noms vernaculaires attestés en français.

Note : certaines espèces ont plusieurs noms et, les classifications évoluant encore, certains noms scientifiques ont peut-être un autre synonyme valide.
- Baleines - nom générique pour les Balaenidae[18],[19] ou les Cetacea[18],[19].
- Baleines vraies - les Mysticeti[20] et notamment les Balaenidae[19].

Et plus particulièrement :
- Baleine blanche - Delphinapterus leucas[19],[20]
- Baleine bleue - Balaenoptera musculus[19]
- Baleine boréale - Balaena mysticetus[19],[20]
- Baleine à bec  - les Ziphiidae[20] et notamment les Hyperoodon[20]
- Baleine à bosse - Megaptera novaeangliae[19],[20]
- Baleine commune - Balaenoptera physalus[19]
- Baleine d'Arnoux - Berardius arnuxii[20]
- Baleine de Biscaye - Eubalaena glacialis[19]
- Baleine de Blainville - Mesoplodon densirostris[20]
- Baleine de Hubbs - Mesoplodon carlhubbsi[20]
- Baleine de Minke - Balaenoptera acutorostrata[19]
- Baleine des Basques - voir Baleine de Biscaye[19]
- Baleine du Groenland - voir Baleine boréale[19]
- Baleine franche  - les Balaenidae
- Baleine grise - Eschrichtius robustus[19]
- Baleine noire  - les espèces du genre Berardius[19] et Eubalaena glacialis[20]
- Baleine pic - voir Baleine de Minke[19]
- Baleine pilote - les espèces du genre Globicephala[19]
- Baleine pygmée - Caperea marginata[19],[20]
- Baleine sarde - voir Baleine de Biscaye[19]
- Baleine tueuse - Orcinus orca[19]

## Rôle écologique

### Cadavres de baleines

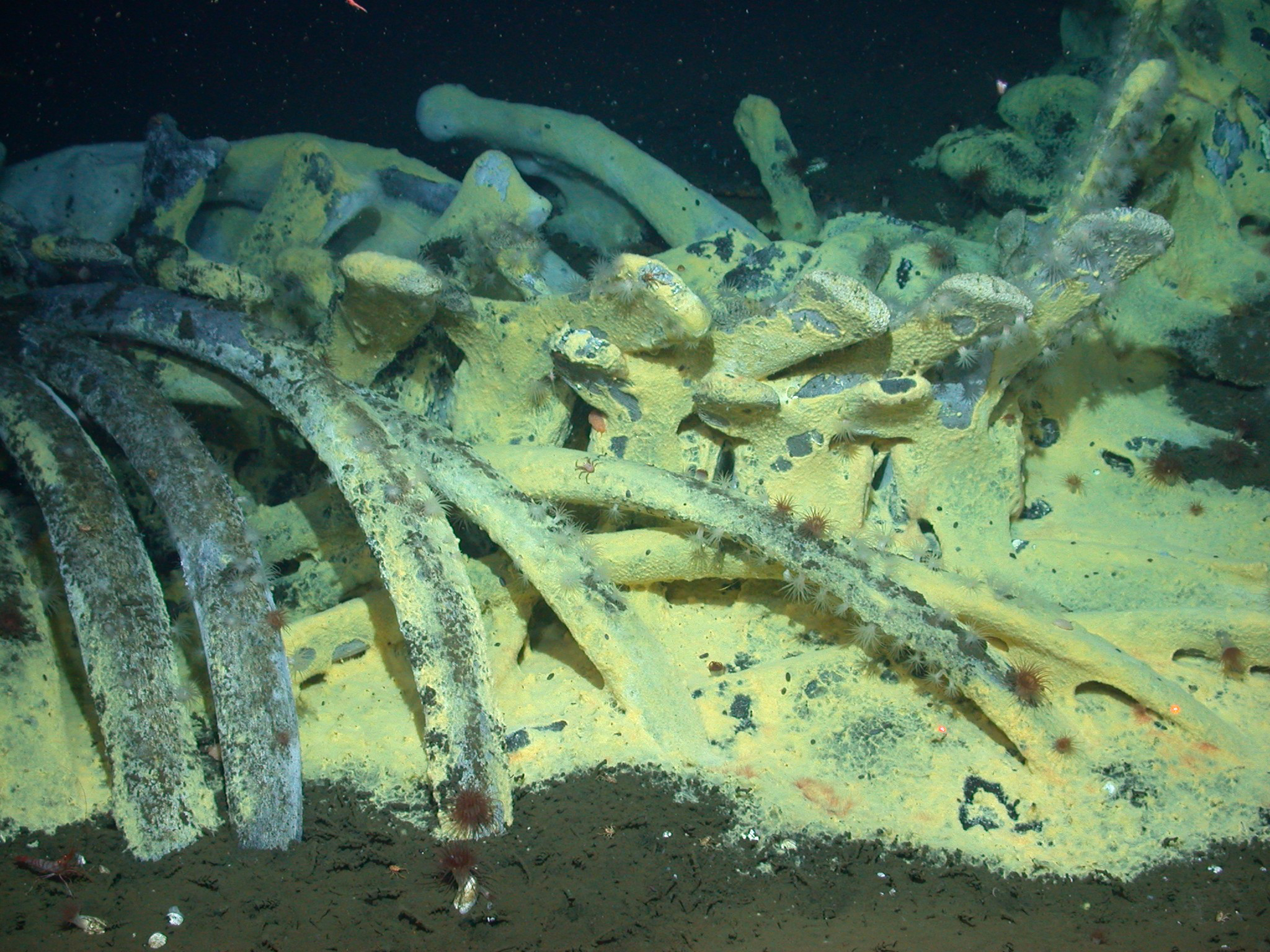
Communautés chimiotrophes sur la carcasse d'une baleine grise de 35 tonnes à 1674 m de profondeur dans le bassin de Santa Cruz.

Les baleines sont reconnues comme jouant un rôle écologique important dans les océans (espèce clé de voûte), mais on a aussi montré que ce rôle se poursuit après leur mort. Depuis des millions d'années, les cadavres des baleines jouent un grand rôle pour les réseaux trophiques et les écosystèmes des grands fonds marins. Bien plus riche en lipides et protéines que tous les autres cadavres de vertébrés marins, ils forment des oasis de biodiversité pour de nombreuses espèces nécrophages (et de prédateurs de ces dernières).
C'est une source de nourriture considérable, en place pour plusieurs décennies,, et plusieurs siècles pour les organismes qui consomment leurs os,,, ; il y aurait les restes d'une baleine environ tous les 16 km en moyenne dans le Pacifique nord-est.
C'est une des raisons qui font que — après une phase de forte régression des baleines due à la chasse à la baleine — le début de restauration d'une dynamique de population positive chez les cétacés (depuis les moratoires sur leur chasse, mis en œuvre par la plupart des pays) est considéré comme une bonne nouvelle pour les écosystèmes.
Néanmoins, les cadavres de baleines piscivores ou carnivores qui, en surface, se sont parfois nourries de grands poissons chargés de métaux lourds, métalloïdes toxiques, radionucléides, pesticides, PCB, dioxines, furanes, etc.) peuvent contaminer une partie du réseau trophique océanique, mais aussi la chaine alimentaire qui nourrit l'Homme.

### Rôle des baleines dans la capture du dioxyde de carbone
Les baleines agissent comme une pompe biologique, elles se nourrissent de zooplancton, remontent à la surface pour respirer et libèrent dans l'eau de gigantesques vagues de nutriments riches en azote, en phosphore et en fer. Autrement dit, elles remettent en circulation des nutriments grâce à leurs fèces, qui vont par la suite nourrir et stimuler la croissance du phytoplancton et des algues marines qui absorbent le carbone de l'atmosphère par photosynthèse. Ainsi, elles contribuent à la séquestration du carbone en ingérant ces organismes qui concentrent une grande partie du carbone atmosphérique.
Les baleines sont considérées comme des puits de carbone naturels, elles stockent le carbone dans leur corps riche en graisse et en protéine. De plus, après leur mort, les baleines emmènent avec elles le stock de carbone qu'elles ont séquestré. Le carbone libéré par la décomposition des squelettes en fait un environnement propice au développement d'une biodiversité spécifique (point chaud de biodiversité).
En 2010, une étude a montré que la diminution des populations de cachalots de l'océan Austral, à cause de la chasse, a provoqué une augmentation de 2 millions de tonnes de CO2 par an dans l'atmosphère, au début du siècle. Une baleine en moins dans l'océan est une baleine en moins pour séquestrer le CO2.
Dans une étude publiée en septembre 2019, le Fonds monétaire international (FMI) et le Great Whale Conservancy mettent en évidence le rôle des baleines dans la limitation des gaz à effet de serre responsables du dérèglement climatique. Selon cette étude, « quand une baleine meurt et coule au fond de l'océan, elle séquestre en moyenne 33 tonnes de CO2, ce qui retire ce carbone de l'atmosphère pendant des siècles. Un arbre, quant à lui, n'absorbe que jusqu'à 48 livres de CO2 par an ». Ainsi, une baleine agit comme une grande forêt, les services écosystémiques qu'elles rendent à l'Humanité sont évaluées à 900 milliards d'euros. Autrement dit, si les baleines disparaissent, l'Homme devra débourser ce montant pour compenser la perte des populations et maintenir les services écosystémiques fournis par les baleines.
Si l'Humanité permettait aux baleines de revenir à leur population avant la chasse à la baleine, cette population serait capable de séquestrer environ 1,7 milliard de tonnes de CO2 par an. Si les forêts françaises séquestrent 70 millions de CO2 par an, alors la séquestration du carbone par cette population en 1 an équivaut à environ 25 ans de séquestration du carbone par les forêts françaises.
Selon Ralph Chami, directeur associé à l'institut du développement des capacités du FMI et Michael Fishbach, directeur exécutif au Grand conservatoire des baleines, les efforts visant à restaurer les populations de baleines dans le monde sont l'un des moyens les plus simples de combattre le changement climatique,.

## Les baleines et l'homme

### Chasse à la baleine

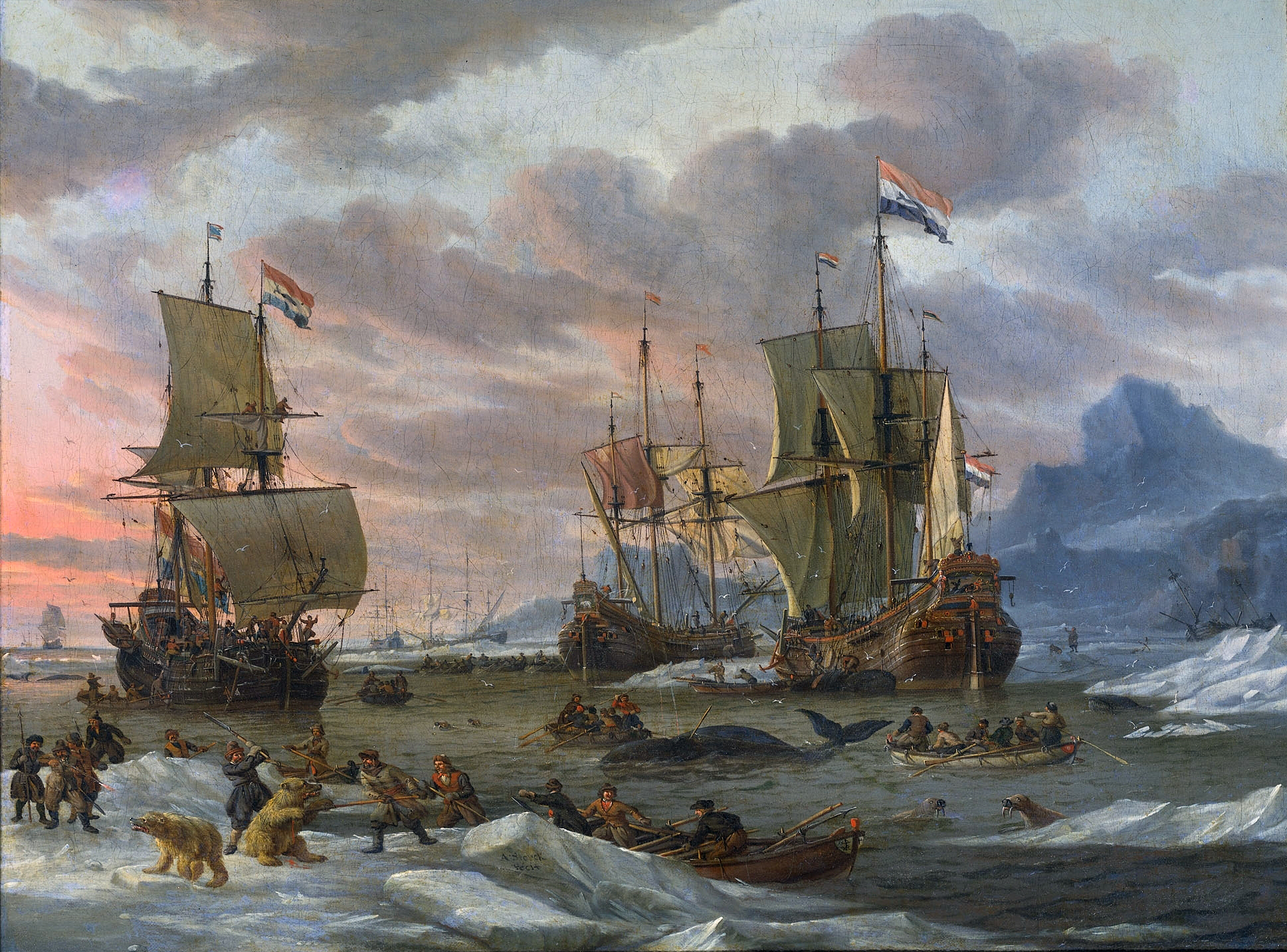
Chasse à la baleine, Abraham Storck.

Les baleines sont recherchées pour leur chair, leurs fanons et leur graisse qui fut largement utilisée par l'homme (huile de baleine).
Au XIXe siècle, certaines villes de la Nouvelle-Angleterre, sur la côte est des États-Unis, dépendaient entièrement de la chasse à la baleine. Aujourd'hui, la baleine joue un rôle culturel important chez de nombreux peuples qui pratiquaient ou pratiquent encore la chasse traditionnelle, tels les Amérindiens de la côte ouest du Canada, ceux du nord des États-Unis et les peuples Inuits de l'Arctique. C'est pourquoi certains peuples aborigènes vivant aux États-Unis, au Canada et dans les îles du Pacifique bénéficient de clauses qui leur permettent de chasser des espèces menacées, mais à très petite échelle.

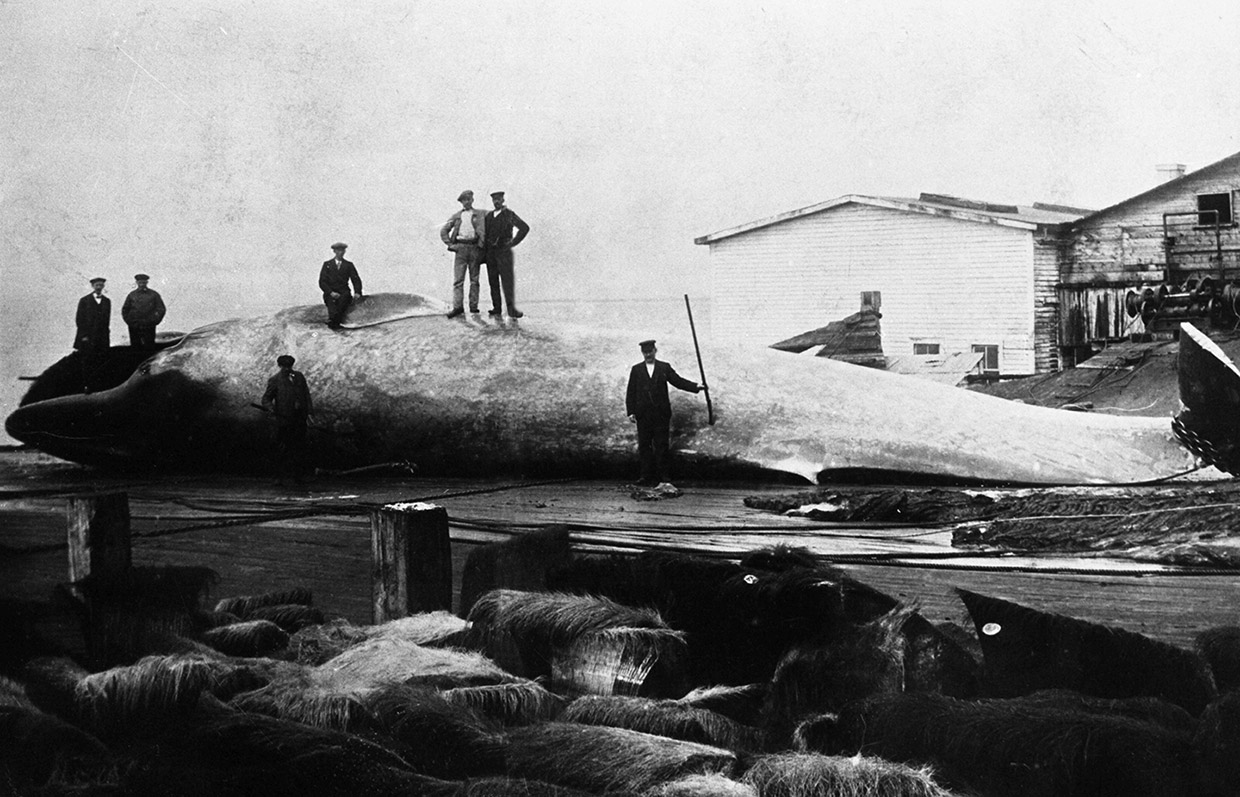
Ouvriers de Steam Whaling (fabrique norvégienne d'huile de baleine) posant sur une baleine, baie des Sept-Iles(Canada), v. 1910

À la suite d'une chasse intensive pendant le XIXe siècle et XXe siècle, de nombreuses espèces sont maintenant en voie de disparition. Des traités internationaux limitent aujourd'hui de façon très stricte la chasse à la baleine. Cependant, certains pays, comme le Japon et la Norvège, invoquant l'impact négatif des cétacés sur les stocks de poissons, dont leurs économies dépendent, continuent à ne pas respecter les moratoires successifs votés lors des réunions de la Commission baleinière internationale.

#### Espèces protégées
À partir des années 1930 et de la Convention internationale pour la réglementation de la chasse à la baleine (1931) que le Japon et l'Allemagne ne signent pas, « les premières baleines obtiennent le statut d'espèce protégée dont la baleine boréale en 1931, puis la baleine franche australe, la Baleine franche de l'Atlantique nord en 1935 et la baleine grise en 1937 ».
| année | Baleine protégée                                                  |
| ----- | ----------------------------------------------------------------- |
| 1931  | Baleine boréale                                                   |
| 1935  | Baleine franche australe, baleine franche de l'Atlantique du Nord |
| 1937  | Baleine grise                                                     |
| 1964  | Baleine à bosse dans l'hémisphère sud                             |
| 1967  | Baleine bleue dans l'hémisphère sud                               |
| 1979  | Rorqual boréal (quelques exceptions)                              |
| 1981  | Grand Cachalot (quelques exceptions)                              |

### Tourisme baleinier
Les cétacés sont des animaux particulièrement charismatiques et appréciés du grand public. En conséquence, leur observation (en anglais « whale watching ») est un secteur économique en pleine expansion, et l'observation des cétacés se double parfois chez certains opérateurs de « whale jumping », c'est-à-dire de mise à l'eau des touristes à proximité des animaux, souvent de manière brutale, voire dangereuse. Ainsi, l'observation paisible peut parfois dériver vers une véritable industrie du harcèlement, avec des animaux traqués par observation aérienne et poursuivis par des dizaines de navires. Selon le Groupe de recherche sur les cétacés (GREC), ce harcèlement, illégal dans les eaux françaises, peut empêcher les animaux ciblés de continuer leurs activités de repos ou de recherche de nourriture.
L'observation des baleines (le « whale watching ») depuis la côte ou en mer à bord de bateaux spécialement affrétés est une activité touristique prisée notamment au Canada, aux États-Unis, aux Açores, mais également en France à La Réunion. Trois catégories de personnes s'y prêtent : le touriste consommateur, le passionné de baleines et le journaliste.

### Les baleines dans la culture

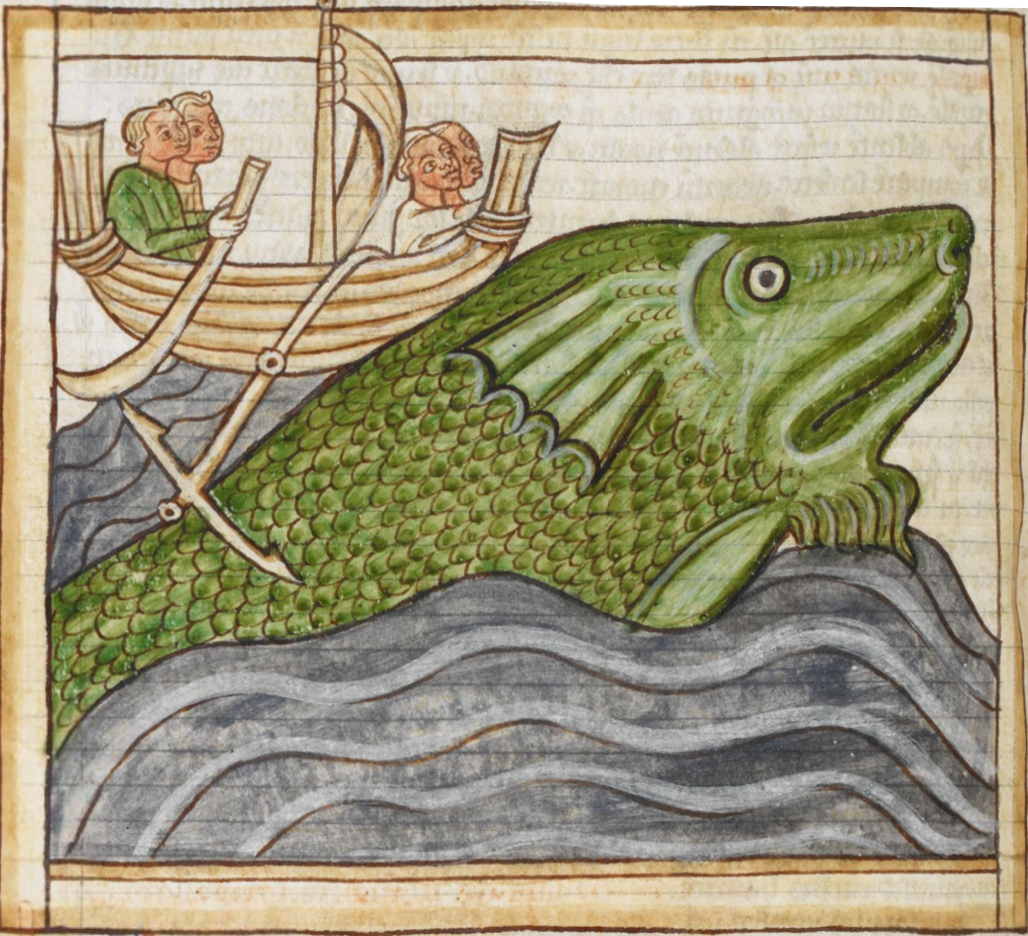
Représentation d'une baleine dans un bestiaire du Moyen Âge

#### Premières études
La première étude systématique connue des cétacés, la cétologie, date de l'Historia animalium, une œuvre d'Aristote qui observe bien que les cétacés sont vivipares, allaitent leurs petits et sont donc pourvus de mamelles, alors que Pline les classe dans les poissons, cette seconde conception prédominant au Moyen Âge.

#### Les îles-baleines
Différents bestiaires, contes et autres livres présentent une créature marine que, lorsqu'elle ne laisse émerger qu'une partie de son dos, les marins prennent pour une île. Ceux-ci accostent donc sans méfiance, mais risquent d'être immergés lorsque l'animal replonge. Le Physiologus, bestiaire chrétien du IIe ou IVe siècle, l'appelle Aspidochélon (littéralement « aspic tortue »). Mais au XIIIes, Brunetto Latini attribue cette caractéristique à la baleine dans son encyclopédie Li livres dou Tresor (de).
Au début du premier voyage de Sindbad le marin, celui-ci et ses compagnons d'aventure accostent sur une de ces créatures (que certaines traductions désignent comme étant une baleine), qu'ils prennent pour une île.
Le Voyage du saint abbé Brendan narre le voyage marin qu'aurait effectué le moine irlandais Saint Brendan au VIe siècle, à la recherche du jardin d'Éden. Un chapitre raconte la fameuse mésaventure des marins qui confondent un poisson géant avec une île.
les baleines et les chobaz
Suite à de nombreuses ouvertures de fenêtre de la part de Mr Oliver et de Mme Pascal, de nombreux baleineaux ont succombé au catastrophe écologique. Heureusement un membre de cette espèce y a survécu car adopté par Benoît et mis dans le pédiluve.

#### Autres apparitions dans la culture

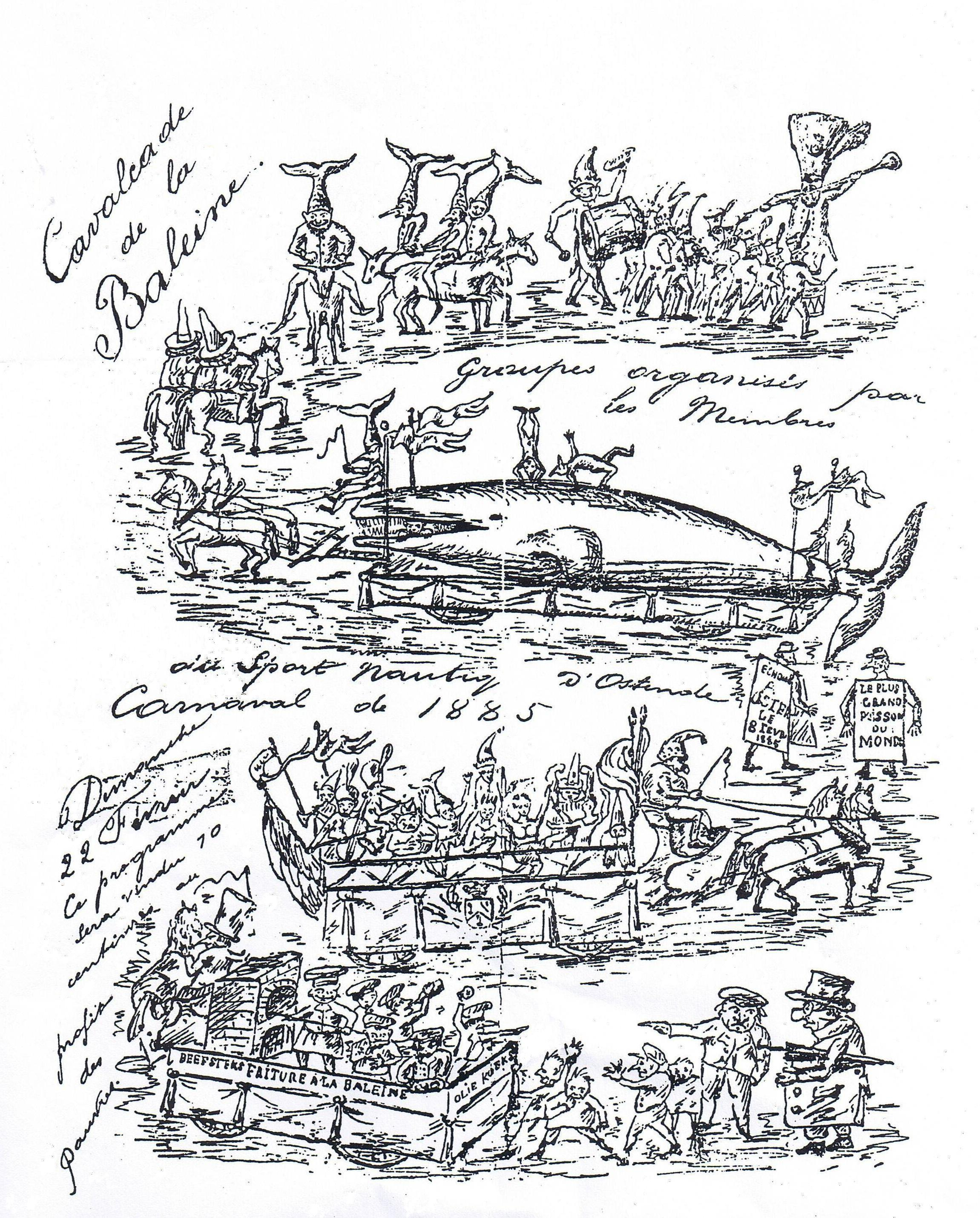
La Cavalcade de la Baleine au Carnaval d'Ostende 1885.

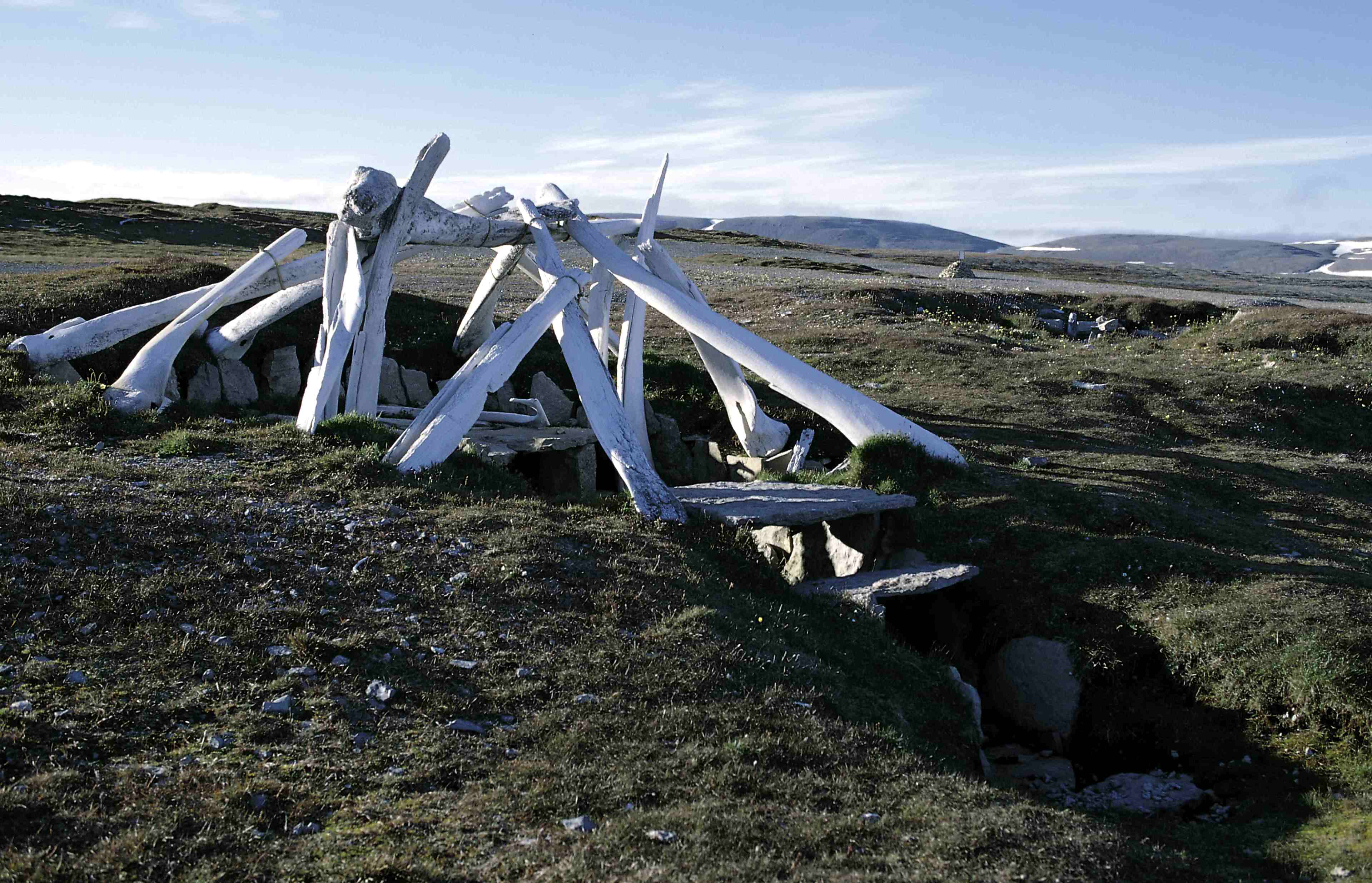
Un toit de hutte inuit fait d'os de baleines.

- Dans la Bible, Jonas est avalé par un « grand poisson » dont l'espèce n'est pas précisée. À la suite des Septante, qui emploient le grec κῆτος / kētos[52] pour désigner le poisson avalant Jonas, certaines traditions le présentent à tort comme une baleine.
- Au IIe siècle, Lucien de Samosate, dans ses Histoires vraies (livre II), montre un groupe de voyageurs grecs avalés par une baleine géante.
- Dans Pinocchio produit par Disney, de la célèbre histoire de Carlo Collodi, Pinocchio est avalé par une baleine (alors que dans l'histoire originale de Pinocchio, ce dernier est avalé par un requin).
- En 1885, les membres du Sport Nautique d'Ostende organisent au Carnaval d'Ostende une Cavalcade de la Baleine, fanfare et tambour-major en tête comme au Carnaval de Dunkerque. Un dessin a été conservé qui immortalise l'événement[53].
- Le roman Moby Dick de Herman Melville, qui décrit le milieu des baleiniers américains de l'époque, est aujourd'hui considéré comme un grand classique de la littérature américaine. La baleine du roman est inspirée d'un cachalot réel, Mocha Dick.
- La chanson La Baleine Bleue, tirée de l'album L'Opéra du pauvre (1983) de Léo Ferré, est un monologue ironique (et libertaire) adressé aux hommes par une baleine. La chanson pour enfants La Baleine bleue de Steve Waring décrit la pollution dans laquelle vivent les animaux marins.
- Une série de timbres danois de 2001 a pour thème la baleine :

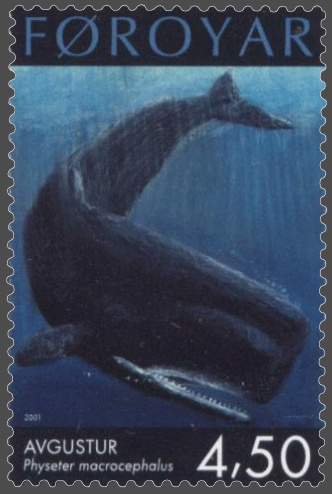
Physeter macrocephalus.
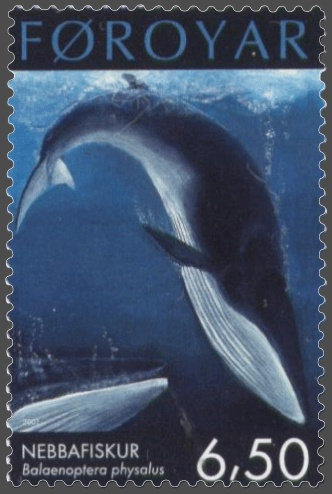
Balaenoptera physalus.
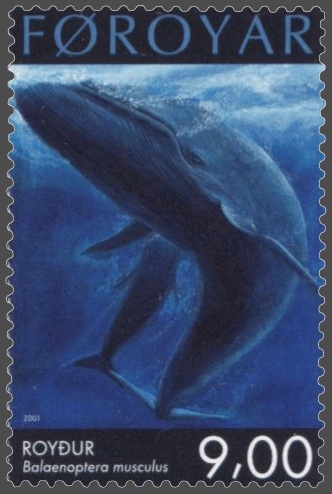
Balaenoptera musculus.
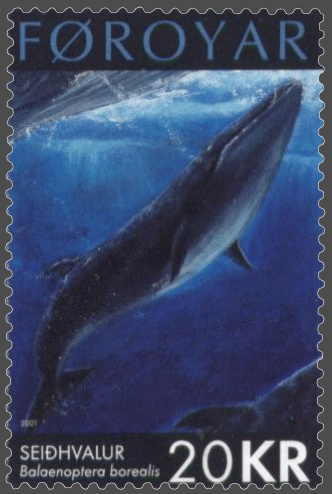
Balaenoptera borealis.

- Au début du chapitre 16 du premier tome, « Le réarmement du parti » de l'Histoire de la révolution russe, Léon Trotski écrit que « le but de la lutte révolutionnaire était tout à fait nettement déterminé par trois mots d'ordre de combat - république démocratique, confiscation des terres des propriétaires nobles, journée de huit heures[54] », rappelant que ces trois mots d'ordre étaient familièrement appelés les « trois baleines » du bolchévisme, par allusion aux baleines sur lesquelles, d'après une vieille croyance populaire, repose le globe terrestre[55],[56] : selon la Conversation des Trois Hiérarques, « la Terre flotte au-dessus de la grande mer et repose sur trois grandes baleines et trente petites ; ces dernières ouvrent trente fenêtres marines ; les baleines mangent un dixième du parfum céleste et à partir de cela elles sont rassasiées[57] ».
- Le film Paï de Niki Caro (2002), dont l'action se situe en Nouvelle-Zélande, est une fable sur le rapport sacré qu'entretiennent les Maori avec les baleines.
- En 2005, le groupe de métal français Gojira sort l'album From Mars to Sirius, qui contient la chanson Flying Whales, parlant de baleines volantes.
- En 2015, un groupe de musique coréen, BTS, sortit son nouvel album avec un titre intitulé Whalien 52 faisant référence à la baleine aux 52 hertz.
- Baleines clémentes est le titre d'une chanson figurant sur l'album Elixir d'Emmanuel Berland, paru en 2017.

#### Bases de données et dictionnaires
- Ressource relative à la santé :   - Medical Subject Headings
- Ressource relative à l'audiovisuel :   - France 24
- Notice dans un dictionnaire ou une encyclopédie généraliste :   - Gran Enciclopèdia Catalana
- Notices d'autorité :   - BnF (données)
  - LCCN
  - GND
  - Japon
  - Espagne
  - Israël